# Boneia bidens
Boneia bidens is een zoogdier uit de familie van de vleerhonden (Pteropodidae). De wetenschappelijke naam van de soort werd voor het eerst geldig gepubliceerd door Fredericus Anna Jentink in 1879.

## Voorkomen
De soort komt voor in Indonesië, op de eilanden Sulawesi en Buton.